# Hodge-Stern-Operator
Der Hodge-Stern-Operator oder kurz Hodge-Operator ist ein Objekt aus der Differentialgeometrie. Er wurde Anfang der 1930er Jahre von dem britischen Mathematiker William Vallance Douglas Hodge eingeführt. Der Operator ist ein Isomorphismus, welcher auf der äußeren Algebra eines endlichdimensionalen Prähilbertraums operiert oder allgemeiner auf dem Raum der Differentialformen.

## Motivation
Sei {\displaystyle M} eine n-dimensionale, glatte Mannigfaltigkeit und sei {\displaystyle \Lambda ^{k}T_{p}^{*}M} die {\displaystyle k}-te äußere Potenz des Kotangentialraums. Für alle {\displaystyle k} mit {\displaystyle 0\leq k\leq n} haben die Vektorräume {\displaystyle \Lambda ^{k}T_{p}^{*}M} und {\displaystyle \Lambda ^{n-k}T_{p}^{*}M} dieselbe Dimension und sind deshalb isomorph. Hat {\displaystyle M} nun zusätzlich noch die Struktur einer orientierten, semiriemannschen Mannigfaltigkeit, so kann man beweisen, dass sich diese Isomorphie natürlich konstruieren lässt. Das heißt, es existiert ein Isomorphismus zwischen den Räumen, der invariant unter der semiriemannsche Metrik und Orientierung erhaltenden Diffeomorphismen ist. Die Verallgemeinerung dieses Isomorphismus auf das Tangentialbündel heißt Hodge-Stern-Operator.

## Definition
Da der Raum {\displaystyle T_{p}^{*}M} aus der obigen Motivation ein endlichdimensionaler Vektorraum ist, wird hier mit der Definition des Hodge-Stern-Operators auf Vektorräumen begonnen.

### Hodge-Stern-Operator auf Vektorräumen
Sei {\displaystyle V} ein {\displaystyle n}-dimensionaler orientierter Vektorraum mit Skalarprodukt und
{\displaystyle V^{*}} sein Dualraum. Für {\displaystyle 0\leq k\leq n} bezeichnet {\displaystyle \Lambda ^{k}(V^{*})} die {\displaystyle k}-te äußere Potenz von {\displaystyle V^{*}}, den Vektorraum der alternierenden Multilinearformen der Stufe {\displaystyle k} über {\displaystyle V}. 
Der Hodge-Stern-Operator 
{\displaystyle \ast \colon \Lambda ^{k}(V^{*})\rightarrow \Lambda ^{n-k}(V^{*})}
wird durch die folgende Bedingung eindeutig festgelegt:
Ist {\displaystyle \{e_{1},\ldots ,e_{n}\}} eine positiv orientierte Orthonormalbasis  von {\displaystyle V} und {\displaystyle \{e^{1},\ldots ,e^{n}\}} die dazu duale Basis von {\displaystyle V^{*}}, so ist 
{\displaystyle *(e^{1}\wedge e^{2}\wedge \dots \wedge e^{k})=e^{k+1}\wedge e^{k+2}\wedge \dots \wedge e^{n}}
Es genügt nicht, diese Bedingung für eine einzige Orthonormalbasis zu fordern. Man braucht sie aber auch nicht für jede positiv orientierte Orthonormalbasis zu fordern. Es genügt, alle geraden Permutationen einer einzelnen Basis zu betrachten:
Ist {\displaystyle \{e_{1},\ldots ,e_{n}\}} eine positiv orientierte Orthonormalbasis  von {\displaystyle V} und {\displaystyle \{e^{1},\ldots ,e^{n}\}} die dazu duale Basis von {\displaystyle V^{*}}, so wird der Hodge-Stern-Operator eindeutig bestimmt durch die Bedingung 
{\displaystyle \ast (e^{\sigma (1)}\wedge e^{\sigma (2)}\wedge \cdots \wedge e^{\sigma (k)})=e^{\sigma (k+1)}\wedge e^{\sigma (k+2)}\wedge \cdots \wedge e^{\sigma (n)}}
für jede gerade Permutation {\displaystyle \sigma } von {\displaystyle \{1,\dots ,n\}}.
Für eine Orthogonalbasis, die keine Orthonormalbasis sein muss, gilt allgemeiner
{\displaystyle \ast (e_{\sigma (1)}\wedge \ldots \wedge e_{\sigma (k)})=g_{\sigma (1)\sigma (1)}\ldots g_{\sigma (k)\sigma (k)}{\frac {s(B)}{\sqrt {|\det g|}}}\,\mathrm {sgn} (\sigma )\,e_{\sigma (k+1)}\wedge \ldots \wedge e_{\sigma (n)}}
und
{\displaystyle \ast (e^{\sigma (1)}\wedge \ldots \wedge e^{\sigma (k)})=g^{\sigma (1)\sigma (1)}\ldots g^{\sigma (k)\sigma (k)}s(B){\sqrt {|\det g|}}\,\mathrm {sgn} (\sigma )\,e^{\sigma (k+1)}\wedge \ldots \wedge e^{\sigma (n)}}.
Dabei ist {\displaystyle s(B)=1}, wenn {\displaystyle B} positiv orientiert ist und {\displaystyle s(B)=-1}, wenn {\displaystyle B} negativ orientiert ist. Die Formel gilt insbesondere für leere Produkte, für eine Orthonormalbasis ist also
{\displaystyle \ast 1=s(B)\,e_{1}\wedge \ldots \wedge e_{n}},
{\displaystyle \ast (e_{1}\wedge \ldots \wedge e_{n})=s(B)}.

### Globaler Hodge-Stern-Operator
Nach dieser Vorarbeit kann man den Hodge-Stern-Operator auf die äußere Algebra des Kotangentialbündels {\displaystyle \textstyle T^{*}M=\bigsqcup _{p\in M}T_{p}^{*}M} übertragen. Wie in der Motivation sei {\displaystyle M} wieder eine orientierbare, glatte riemannsche Mannigfaltigkeit. Außerdem definiere {\displaystyle {\mathcal {A}}^{k}(M)} als den Raum der Schnitte im Vektorbündel {\displaystyle \Lambda ^{k}(T^{*}M)}. Der Raum {\displaystyle {\mathcal {A}}^{k}(M)} ist also der Raum der Differentialformen {\displaystyle k}-ten Grades auf {\displaystyle M}. Da {\displaystyle T^{*}M} ein Vektorbündel ist und somit in jedem Punkt {\displaystyle p\in M} ein Vektorraum ist, wird der Hodge-Stern-Operator punktweise definiert. 
Der Hodge-Stern-Operator ist ein Isomorphismus
{\displaystyle {\begin{aligned}\ast :{\mathcal {A}}^{k}(M)&\to {\mathcal {A}}^{n-k}(M)\\\omega &\mapsto \ast \omega ,\end{aligned}}}
so dass für jeden Punkt {\displaystyle p\in M}
{\displaystyle \omega |_{p}\mapsto \ast \omega |_{p}}
gilt. Die Differentialform {\displaystyle \omega }, ausgewertet an der Stelle {\displaystyle p}, ist wieder ein Element eines Vektorraums, und damit greift obige Definition für Vektorräume. In dieser Definition wurde impliziert, dass die Form {\displaystyle \ast \omega } wieder eine glatte Differentialform ist. Dies jedoch ist nicht klar und bedarf eines Beweises.

## Beispiele
Betrachtet man den dreidimensionalen euklidischen Raum {\displaystyle \mathbb {R} ^{3}} als riemannsche Mannigfaltigkeit mit der euklidischen Metrik und der üblichen Orientierung, so kann man unter diesen Voraussetzungen den Hodge-Stern-Operator anwenden. Sei {\displaystyle \{e_{x},e_{y},e_{z}\}} die orientierte Standardbasis von {\displaystyle \mathbb {R} ^{3}} und {\displaystyle \{\mathrm {d} x,\mathrm {d} y,\mathrm {d} z\}} die entsprechende duale Basis. Die Elemente {\displaystyle \mathrm {d} x,\mathrm {d} y,\mathrm {d} z} können dann als Differentialformen verstanden werden. Für den Hodge-Stern-Operator {\displaystyle \ast } gilt dann
{\displaystyle {\begin{aligned}\ast \mathrm {d} x&=\mathrm {d} y\wedge \mathrm {d} z\\\ast \mathrm {d} y&=\mathrm {d} z\wedge \mathrm {d} x\\\ast \mathrm {d} z&=\mathrm {d} x\wedge \mathrm {d} y\,.\end{aligned}}}
Unter diesen Voraussetzungen wird der Hodge-Stern-Operator implizit in der Vektoranalysis beim Kreuzprodukt und dem davon abgeleiteten Rotations-Operator verwendet. Dies wird im Artikel Äußere Algebra erläutert.

## Eigenschaften des Hodge-Stern-Operators
Sei {\displaystyle M} eine orientierte glatte riemannsche Mannigfaltigkeit der Dimension {\displaystyle n}, seien {\displaystyle f_{1},f_{2}\in C^{\infty }(M)}, {\displaystyle \omega ,\nu \in {\mathcal {A}}^{k}(M)}, und sei {\displaystyle g(\cdot ,\cdot )} eine Riemannsche Metrik. Dann hat der Hodge-Stern-Operator folgende Eigenschaften:
1. {\displaystyle \ast (f_{1}\omega +f_{2}\nu )=f_{1}\cdot \ast \omega +f_{2}\cdot \ast \nu } (Linearität),
2. {\displaystyle \ast \ast \omega =(-1)^{k(n-k)}\cdot \omega } (Bijektivität),
3. {\displaystyle \omega \wedge *\nu =\nu \wedge *\omega =g(\omega ,\nu )\cdot \ast 1_{M},}
4. {\displaystyle \ast (\omega \wedge \ast \nu )=\ast (\nu \wedge \ast \omega )=g(\omega ,\nu ),}
5. {\displaystyle g(\ast \omega ,\ast \nu )=g(\omega ,\nu )} (Isometrie).

## Riemannsche Volumenform
Sei {\displaystyle M} eine glatte orientierte riemannsche Mannigfaltigkeit der Dimension {\displaystyle n}. Fasst man dann {\displaystyle 1\in C^{\infty }(M)={\mathcal {A}}^{0}(M)} als konstante Einsfunktion auf, so ist die riemannsche Volumenform definiert als {\displaystyle *1}. Diese Volumenform ist wichtiger Bestandteil der Integration mit Differentialformen. Das soll an einem einfachen Beispiel illustriert werden. Sei dafür {\displaystyle U\subset \mathbb {R} ^{3}} eine kompakte Teilmenge. Für das Volumen von U gilt {\displaystyle \textstyle \mathrm {Vol} (U)=\int _{U}1\ \mathrm {d} (x_{1},x_{2},x_{3})}. Fasst man nun {\displaystyle \mathbb {R} ^{3}} als eine Mannigfaltigkeit und {\displaystyle U} als eine darin enthaltene kompakte Teilmenge auf, so ist das Volumen in diesem Fall definiert als
{\displaystyle \operatorname {Vol} (U):=\int _{U}*1=\int _{U}\mathrm {d} x_{1}\wedge \mathrm {d} x_{2}\wedge \mathrm {d} x_{3}=\int _{U}1\mathrm {d} (x_{1},x_{2},x_{3}).}
Die Integrationstheorie auf Mannigfaltigkeiten beinhaltet also auch die Integration auf reellen Teilmengen. Nach diesem Prinzip kann man auch Funktionen auf Mannigfaltigkeiten integrieren, indem man diese mit der Volumenform multipliziert.